# Francisco Villagrán Kramer
Francisco Villagrán Kramer (5 april 1927 - 12 juli 2011) was een Guatemalteeks politicus en jurist.
Villagrán studeerde af in de rechtsgeleerdheid en groeide uit tot een van de meest aanstaande juristen van het land. Hij moest in de jaren 60 en 70 meerdere malen om politieke redenen het land verlaten.

## Politieke carrière
In 1978 werd hij vicepresident onder president Romeo Lucas García. Villagrán bekritiseerde echter de snel achteruitlopende mensenrechtensituatie in het land onder Lucas García en nadat militairen in 1980 de Spaanse ambassade, waarin zich demonstranten hadden verscholen, in brand staken trad hij af. Hij ontvluchtte het land en accepteerde een positie aan de Inter-Amerikaanse Ontwikkelingsbank. Na de terugkeer van de democratie in 1985 keerde hij terug naar Guatemala.
Van 1994 tot 1997 was Villagrán afgevaardigde in het Congres van de Republiek.